# Couple or Trouble
Couple or Trouble (coréen: 환상의 커플), aussi connu sous le titre de Fantasy Couple, est une série télévisée sud-coréenne créée par les Sœurs Hong et diffusée en 2006 sur MBC. Il s'agit du remake d'Un couple à la mer, un film hollywoodien sorti en 1987.

## Résumé
Anna Jo est une héritière étasunienne grossière, gâtée, arrogante et insatiable. De retour en Corée du Sud, elle agit en épouse despotique avec son mari, Billy Park - un homme lâche qui s'efforce de ne jamais la contrarier.
Son yacht devant subir des réparations, elle engage l'homme à tout faire du coin, Jang Chul-soo. Ce dernier élève ses trois neveux orphelins ; seul, il peine à joindre les deux bouts, à tenir la maison et à gérer l'éducation des enfants dont il s'est retrouvé tuteur.
Chul-soo s'acquitte de sa tâche mais Anna se montre bien sûr insatisfaite et refuse de le payer. A la suite d'une violence dispute puis d'une succession d’événements improbables, Anna et Chul-soo passent par dessus bord et chutent en mer.
A son réveil, Anna est totalement amnésique et Chul-soo entend bien lui faire payer son attitude ! Profitant de sa perte de mémoire, il réussit à la convaincre qu'elle est sa petite amie et la rebaptise Na Sang-shil. Il la fait alors trimer pour s'occuper des gosses et du foyer.
Mais l'égocentrisme de la jeune femme se transforme peu à peu en compassion et Chul-soo comprend qu'il est tombé amoureux d'elle...

## Distribution

### Acteurs principaux
- Han Ye-seul : Anna Jo / Na Sang-shil
- Oh Ji-ho : Jang Chul-soo
- Kim Sung-min : Billy Park
- Park Han-byul : Oh Yoo-kyung

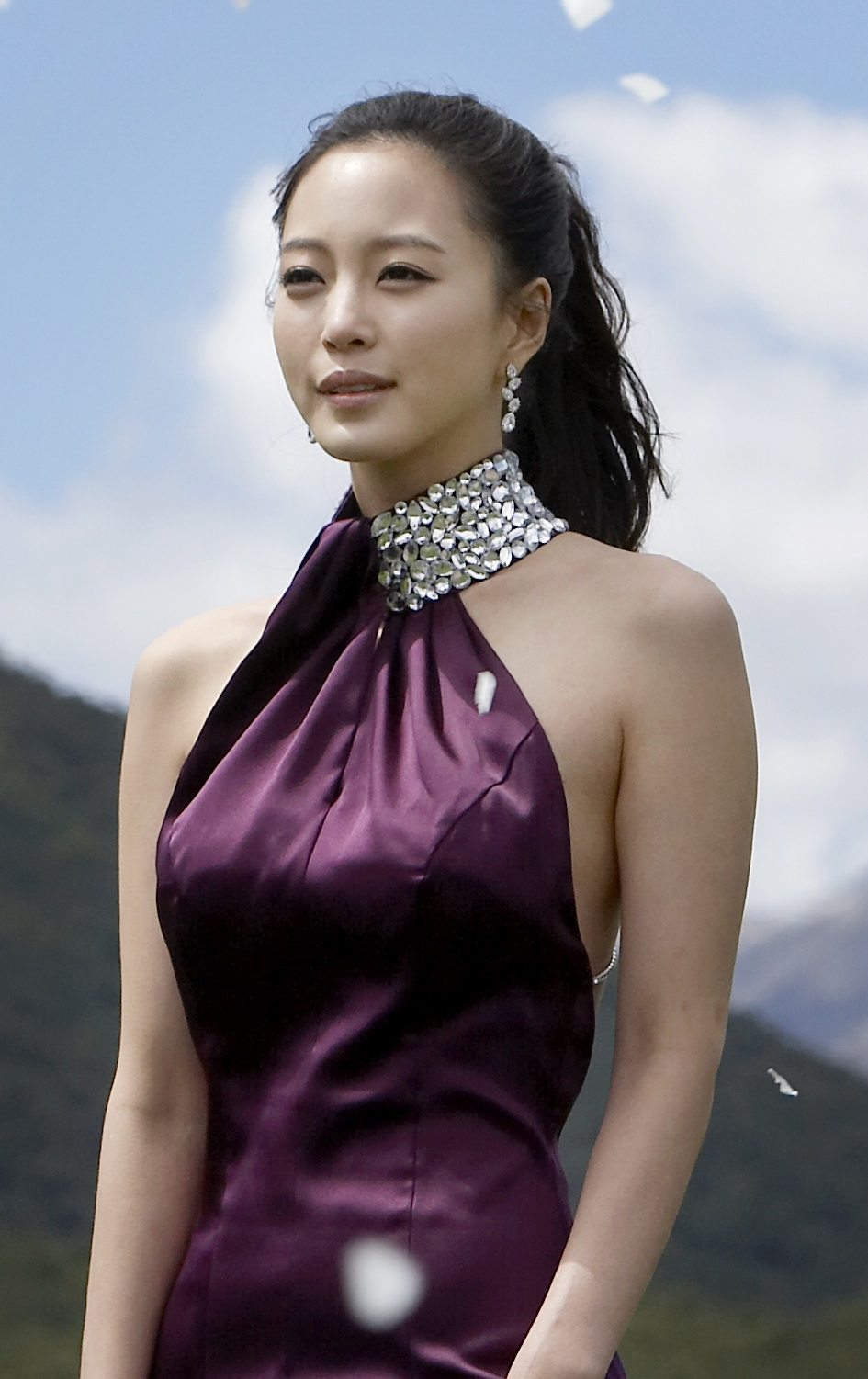
Han Ye-seul campe l'héroïne Anna Jo / Na Sang-shil.
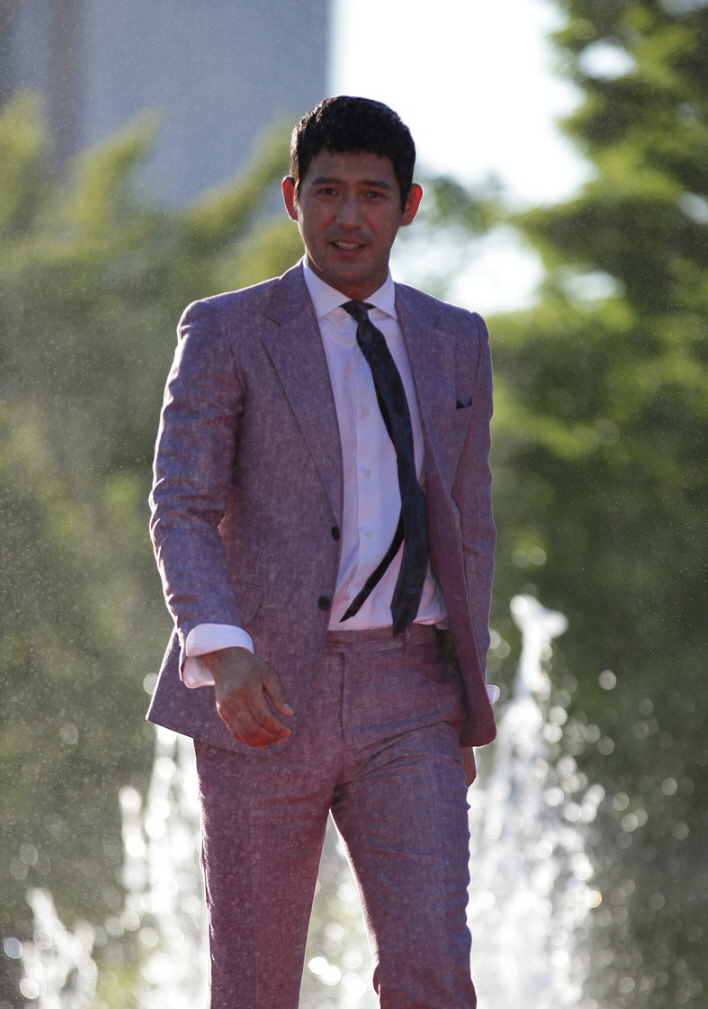
Oh Ji-ho incarne Jang Chul-soo.
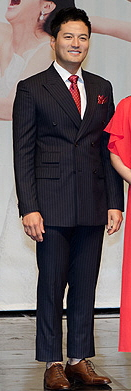
Kim Sung-min alias Billy Park.
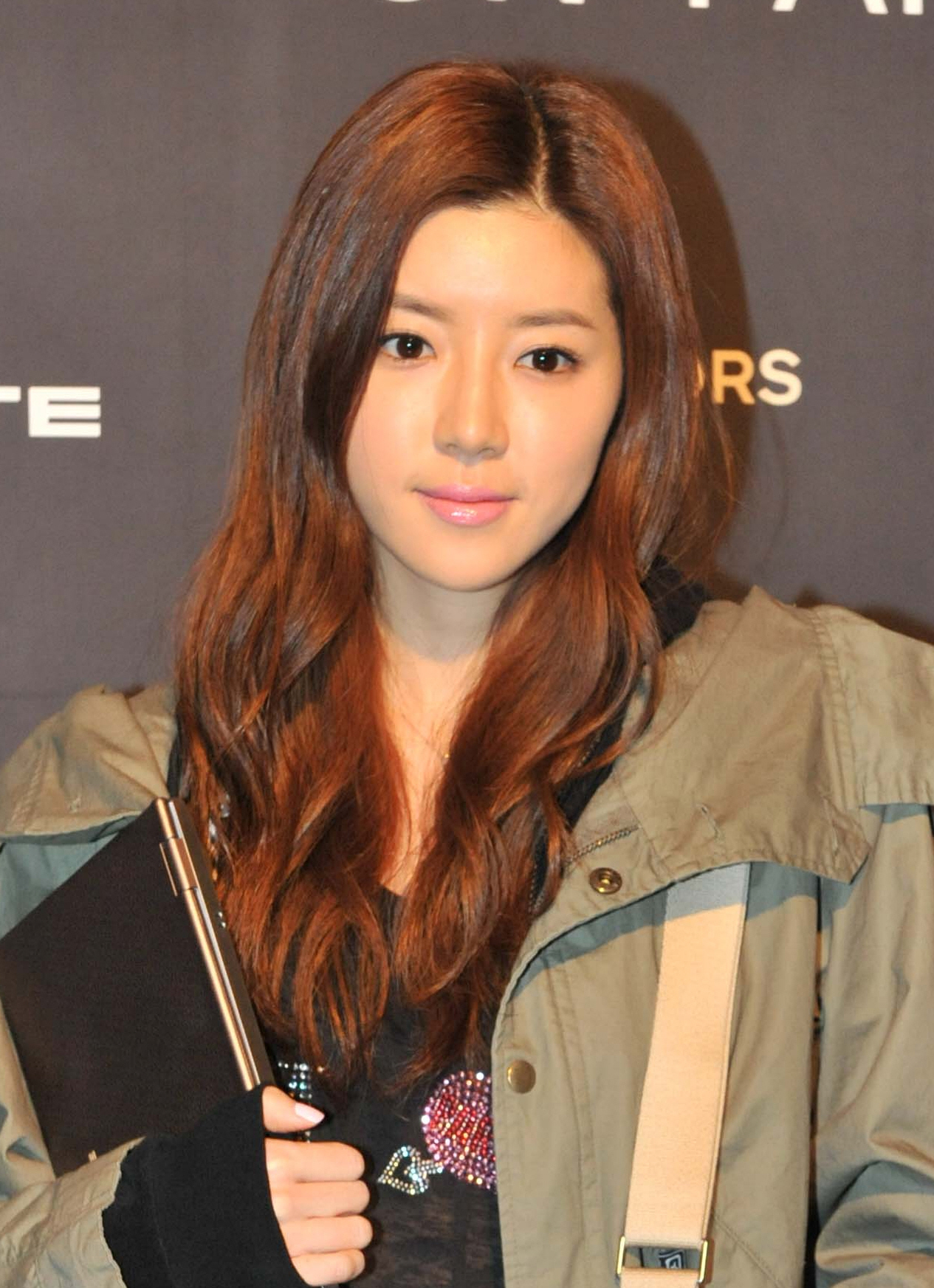
Park Han-byul interprète Oh Yoo-kyung

### Acteurs secondaires
- Kim Kwang-kyu : le chef Gong
- Kim Jung-wook : Ha Deok-gu
- Lee Mi-young : Oh Kye-joo
- Jung Soo-young : Kang-ja
- Lee Suk-min : Jang Joon-seok
- Kim Tae-yoon : Jang Yoon-seok
- Park Joon-mok : Jang Geun-seok
- Lee Sang-yi : Shim Hyo-jung

## Bande originale
1. Intro Title – Park Yo-han
2. Want U! – Ji Yung-sun
3. I Only Hate in Vain (괜히 나만 미워해) – Benny
4. Why Me (왜, 날) – Ji Yung-sun
5. Just We – M. Family
6. Happy My Star (Drama ver.) – Geonhee feat. As One
7. It Wasn't Love (그런게 사랑) – Shin Ji-ah
8. Memory (Drama ver.) (기억) – Geonhee
9. Lei È Bella – Park Yo-han
10. Old Memories (오래된 기억) – Kim Hyun-jong
11. Don't Hate Me 1 – Kim Hyun-jong
12. Don't Hate Me 2 – Kim Hyun-jong

## Récompenses[2]
2006 MBC Drama Awards
- Drama de l'année
- Meilleure actrice : Han Ye-seul
- Actrice la plus populaire : Han Ye-seul
- Acteur le plus populaire : Oh Ji-ho
- Meilleur couple : Oh Ji-ho et Han Ye-seul

2007 43ème Baeksang Arts Awards
- Personnalité de télévision la plus populaire : Han Ye-seul

## Audiences
| Episode | Date de diffusion originale | Données TNMS       | Données TNMS                | Données AGB        | Données AGB                 |
| Episode | Date de diffusion originale | Au niveau national | Région de la capitale Séoul | Au niveau national | Région de la capitale Séoul |
| ------- | --------------------------- | ------------------ | --------------------------- | ------------------ | --------------------------- |
| 1       | 14 octobre 2006             | 10,2%              | 11,1%                       | 10,2%              | 10,4%                       |
| 2       | 15 octobre 2006             | 10,9%              | 10,9%                       | 10,2%              | 9,9%                        |
| 3       | 21 octobre 2006             | 13,4%              | 12,5%                       | 12,0%              | 11,0%                       |
| 4       | 22 octobre 2006             | 13,9%              | 13,6%                       | 12,5%              | 11,7%                       |
| 5       | 28 octobre 2006             | 17,0%              | 16,6%                       | 15,5%              | 14,6%                       |
| 6       | 29 octobre 2006             | 15,2%              | 15,1%                       | 12,5%              | 11,8%                       |
| 7       | 4 novembre 2006             | 11,7%              | 11,7%                       | 11,8%              | 11,4%                       |
| 8       | 5 novembre 2006             | 13,9%              | 13,7%                       | 10,9%              | 11,4%                       |
| 9       | 11 novembre 2006            | 13,8%              | 13,5%                       | 13,5%              | 12,9%                       |
| 10      | 12 novembre 2006            | 13,8%              | 13,7%                       | 13,6%              | 13,2%                       |
| 11      | 18 novembre 2006            | 15,2%              | 14,9%                       | 12,8%              | 12,7%                       |
| 12      | 19 novembre 2006            | 15,2%              | 16,1%                       | 12,8%              | 15,8%                       |
| 13      | 25 novembre 2006            | 16,0%              | 16,4%                       | 14,6%              | 14,1%                       |
| 14      | 26 novembre 2006            | 17,0%              | 17,1%                       | 17,0%              | 16,7%                       |
| 15      | 2 décembre 2006             | 21,4%              | 21,1%                       | 19,2%              | 18,6%                       |
| 16      | 13 décembre 2006            | 23,4%              | 22,7%                       | 22,4%              | 21,4%                       |
| Moyenne | Moyenne                     | 15,1%              | 15,0%                       | 14,0%              | 13,6%                       |

### Sources
- (en)/(it) Cet article est partiellement ou en totalité issu des articles intitulés en anglais « Couple or Trouble » (voir la liste des auteurs) et en italien « Hwansang-ui couple » (voir la liste des auteurs).